# Hồ Enriquillo
Hồ Enriquillo (tiếng Tây Ban Nha: Lago Enriquillo) là một hồ siêu mặn của Cộng hòa Dominica nằm ở khu vực phía tây nam của nước này. Vùng nước của nó được chia sẻ giữa các tỉnh Bahoruco và Independencia, giáp Haiti. Hồ Enriquillo là điểm thấp nhất nằm trên một quốc đảo.
Hồ được đặt theo tên Enriquillo, một cacique bản xứ Taíno, người đã nổi loạn chống lại người Tây Ban Nha trong nửa đầu thế kỷ 16, và chôn cất ở vùng núi phía nam của hồ. Trước đây nó được gọi là Hồ Xaragua.

## Thủy văn

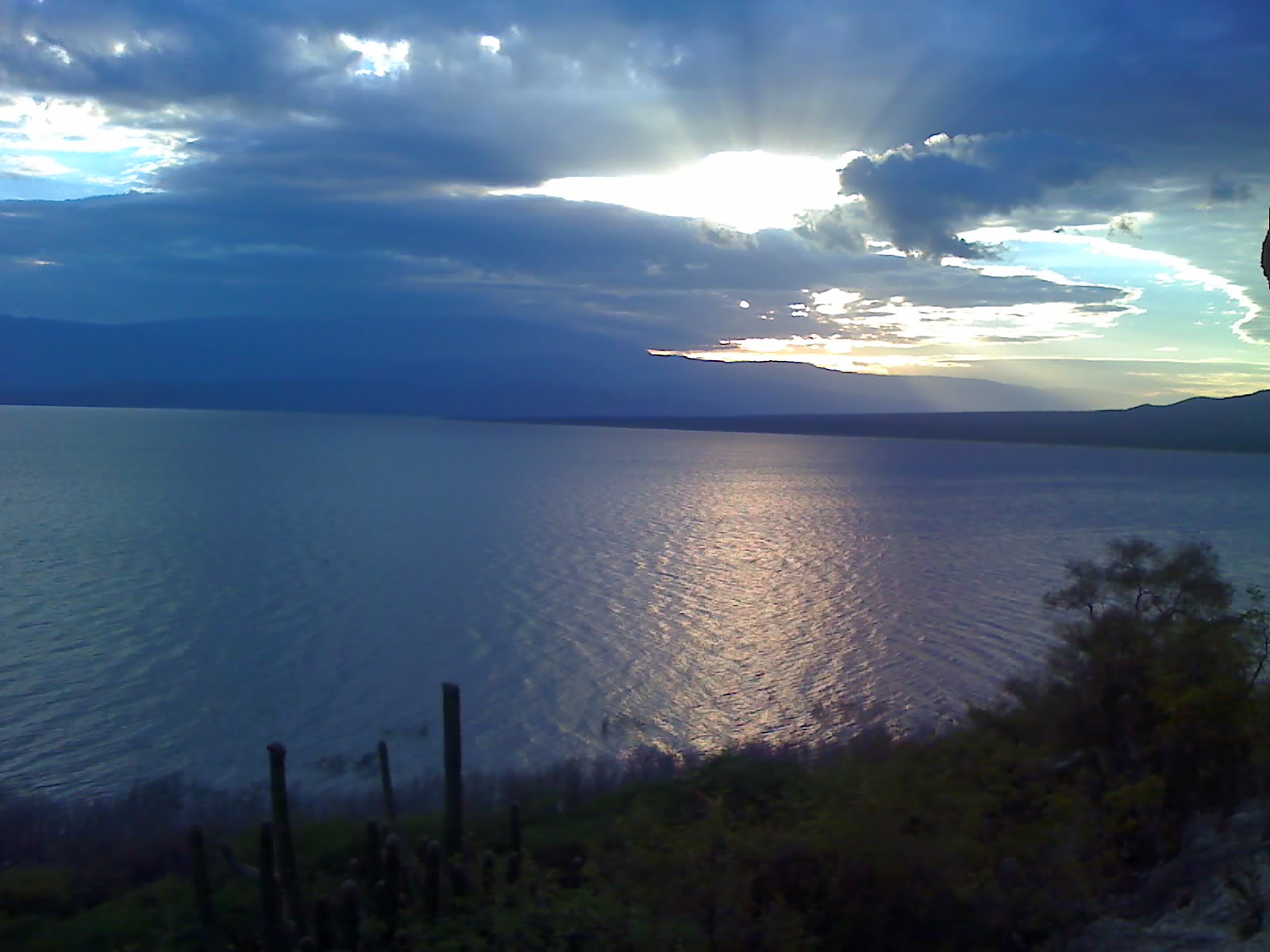
Hồ Enriquillo nhìn từ Công viên Quốc gia Las Caritas, gần La Descubierta

Hồ Enriquillo có diện tích 145 mi2 (375 km²), và là điểm thấp nhất của một quốc đảo, độ cao 46 m (151 ft) dưới mực nước biển. Lưu vực cấp nước của hồ bao gồm 10 hệ thống sông nhỏ. Các con sông bắt nguồn từ dãy núi Neiba ở phía bắc (phía dưới phần giữa và bên phải của hình ảnh) chảy quanh năm. Những con sông bắt nguồn từ dãy núi Baoruco ở phía nam thì không chảy liên tục. Hồ Enriquillo không có lối thoát. Mực nước của hồ thay đổi do sự kết hợp của mưa và tốc độ bốc hơi cao. Độ mặn trong hồ có thể thay đổi từ 33/1.000 (có thể so sánh với nước biển) đến hơn 100/1.000 (siêu mặn).
Vùng này có khí hậu nóng, lạnh ít. Lượng mưa hàng năm phân bố không đều, với lượng mưa lớn nhất là vào tháng Năm và tháng Mười. Mùa khô kéo dài từ tháng 12 đến tháng 4, lượng mưa có thể thấp hơn 20 mm (0,79 in). Do chiều dài của hồ, lượng mưa trung bình hàng năm cũng thay đổi ở đầu phía đông và cuối phía tây: 729 mm (28,7 in) ở bờ tây bắc và 508 mm (20,0 in) ở phía đông nam.
Từ năm 2004 đến 2009, hồ tăng gấp đôi diện tích bề mặt. Hồ sơ năm 2004 cho thấy diện tích hồ là 164 km2 (63 dặm vuông Anh); theo đo đạc năm 2011 thì diện tích là 350 km2 (140 dặm vuông Anh).
Lý do ngập đang được tranh luận, nhưng có thể là nguyên nhân tổng hợp, bao gồm việc gia tăng lượng mưa trong khu vực trong những năm gần đây, sự gia tăng trầm tích đáy hồ bởi dòng chảy do nạn phá rừng góp phần nên đã làm tăng lòng hồ, và nhiệt độ thấp hơn làm giảm tốc độ bay hơi bề mặt.

## Địa lý và địa chất
Hồ nằm trong một thung lũng trải dài từ vị trí gần Port-au-Prince ở Haiti đến Bahia de Neiba ở Cộng hòa Dominica. Thung lũng được gọi là Hoya de Enriquillo ở Cộng hòa Dominica và gọi là Plain du Cul-de-Sac ở Haiti. Các phần của vùng trũng nằm dưới mực nước biển và được bao phủ bởi các hồ muối lớn, bao gồm Hồ Enriquillo và Etang Saumâtre.
Có ba hòn đảo trong hồ: Barbarita, Islita và Isla Cabritos. Tính đến tháng 12 năm 2011, chỉ còn lại Isla Cabritos, hai hòn đảo còn lại bị nhấn chìm bởi mực nước hồ dâng cao.
Hồ Enriquillo nằm trong một vùng trũng tuyến tính hình thành như một lưu vực dốc giữa nếp gấp và vành đai đẩy Haiti về phía bắc, và nằm ở vị trí của lớp vỏ đại dương được nâng lên của Massif de la Selle - Sierra de Bahoruco ở phía nam. Khu vực đứt gãy Enriquillo-Plantain Garden cắt ngang qua nền lún, kéo dài từ Jamaica ở phía tây, gần Neiba thuộc Cộng hòa Dominica ở phía đông. Thung lũng vốn là một eo biển trước đây, được tạo ra từ khoảng một triệu năm trước, khi mực nước giảm và eo biển bị lấp đầy bởi các trầm tích của sông Yaque del Sur. Rung chấn trong khu vực là thường xuyên.

## Sinh thái học
Hồ Enriquillo là nơi cư trú của quần thể cá sấu Mỹ lớn nhất (Crocodylus acutus) ở vùng biển Caribe. Ba loài cá sống ở hồ: limia đen (Limia melanonotata), Hispaniolan gambusia (Gambusia hispaniolae) và cá con Hispaniola (Cyprinodon bondi). Hai cự đà hiếm đặc hữu của Hispaniola sống đối xứng trên đảo Isla Cabritos thì cực kỳ nguy cấp, đó là (Cyclura ricordi) và (Cyclura cornuta). Trong số rất nhiều loài chim được tìm thấy ở hồ, chim hồng hạc Mỹ (Phoenicopterus ruber) là nổi bật; đàn hồng hạc đặc biệt tập trung ở Isla Cabritos và gần cuối bờ phía đông của hồ.
Thực vật phát triển mạnh ở những nơi khô cằn, như xương rồng chẳng hạn, có thể được tìm thấy ở đây.
Một công viên quốc gia được thành lập vào năm 1974 để bảo tồn khu vực; vào năm 2002, khu vực đã được kết hợp với hai công viên khác để tạo thành Khu dự trữ sinh quyển Jaragua-Bahoruco-Enriquillo.

## Kinh tế

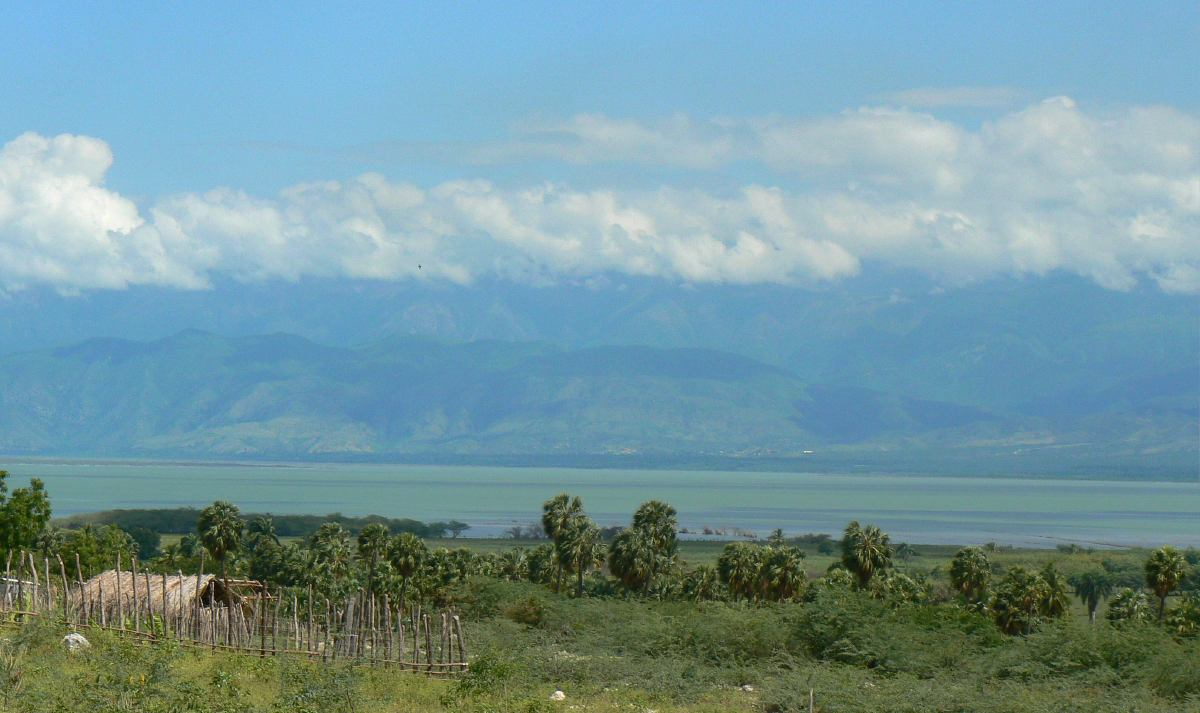
Bờ phía nam của hồ Enriquillo, nhìn về phía bắc đến dãy núi Sierra de Neiba

Đất gần hồ Enriquillo từ lâu đã được sử dụng cho nông nghiệp, trồng trọt chuối, khoai lang và yuca, và đồng cỏ cho gia súc. Mực nước dâng cao đã ảnh hưởng đến hàng trăm cư dân lân cận sống tại các thị trấn giáp với hồ, và khiến mất đi nhiều diện tích đất nông nghiệp.
Các thị trấn quan trọng gần bờ Enriquillo bao gồm Neiba, thủ phủ của tỉnh Baoruco ở phía đông bắc, và Jimaní, thủ phủ của tỉnh Independencia ở cuối phía tây của hồ, gần biên giới với Haiti. La Descubierta là thị trấn gần lối vào của Công viên quốc gia Lago Enriquillo e Isla Cabritos. Cộng đồng Boca de Cachon gần hồ bị ảnh hưởng nặng nề bởi tình trạng nước ngập, luôn là chủ đề về các nỗ lực tái định cư của chính phủ, bao gồm cả việc xây dựng một thị trấn mới từ bờ biển Enriquillo.